# Gheorghe Șpaiuc
Gheorghe Șpaiuc (n. 22 februarie 1971, Hlipiceni Botoșani) este un procuror român care deține funcția de director general interimar al Administrației Naționale a Penitenciarelor. Este specializat în domeniul delicvenței juvenile și al reintegrării sociale a deținuților.

## Studii
În perioada 1985 - 1989 a frecventat „Școala normală Nicolae Iorga” din Botoșani. În anul 1995 devine licențiat în „Științe juridice” la Facultatea de Drept din cadrul Universității Alexandru Ioan Cuza din Iași iar în anul 2006 devine absolvent al masterului „Știinte Penale” din cadrul aceleiași facultăți.

## Activitatea profesională
Între anii 1995 și 1997 a fost procuror stagiar la Parchetul de pe lângă Judecătoria Botoșani . În martie 1998 este numit, prin decret prezidențial, procuror la Parchetul de pe lângă Judecătoria Iași iar în perioada mai - iulie este numit procuror delegat la Parchetul de pe lângă Înalta Curte de Casație și Justiție. Între 2000 și 2001 activează ca procuror criminalist la Parchetul din Iași iar între 2001 și 2004 a fost șef al comisiei de liberări condiționate din cadrul Penitenciarului cu regim de maximă siguranță Iași și procuror șef al secției de urmărire penală și criminalistică. De la data de 24 septembrie 2004 este prim-procuror al Parchetului din Iași. La 3 mai 2007, secția pentru procurori a Consiliului Superior al Magistraturii a decis detașarea lui Gheorghe Șpaiuc la Administrația Națională a Penitenciarelor, detașarea fiind aprobată pentru o perioadă de trei ani, înlocuindu-l, în funcția de director adjunct, pe Sorin Dumitrașcu. La data de 15 mai 2008, ministrul justiției, Cătălin Predoiu, l-a numit în funcția de director general interimar al ANP, pe o perioadă de 90 de zile.
A activat în această funcție până în luna iulie 2008, când la conducerea acestei instituții a fost numit Ioan Băla.